# Liliana Barańska
Liliana Teresa Barańska z domu Kowalczyk (ur. 29 października 1955 we Włodawie, zm. 11 kwietnia 2016 w Gdańsku) – polska polityk, posłanka na Sejm PRL IX kadencji.

## Życiorys
Córka Ryszarda i Krystyny. W 1974 podjęła pracę jako nauczycielka. W 1979 ukończyła Studium Ekonomiczne w Warszawie i została starszym referentem ds. archiwum w Morskim Porcie Handlowym w Gdańsku. Zasiadała w prezydium Zarządu Dzielnicowego Związku Socjalistycznej Młodzieży Polskiej w gdańskiej Portowej. Działała także w ZHP i PRON. Od 1985 do 1989 pełniła mandat w Sejmie PRL IX kadencji w okręgu Gdańsk, była posłanką bezpartyjną. Zasiadała w Komisji Współpracy Gospodarczej z Zagranicą oraz w Komisji Transportu, Żeglugi i Łączności.
W latach 1998–2002 była radną Gdańska. Jako członkini Sojuszu Lewicy Demokratycznej w wyborach parlamentarnych w 2001 bez powodzenia kandydowała do Sejmu, a w wyborach samorządowych w 2002 do rady miasta Gdańska z listy SLD-UP. W wyborach samorządowych w 2006 bezskutecznie startowała do sejmiku województwa pomorskiego z listy Polskiej Partii Pracy.
Posiadała Odznakę „Za zasługi dla ZSMP”.
Została pochowana 15 kwietnia 2016 na cmentarzu na gdańskim osiedlu Krakowiec.

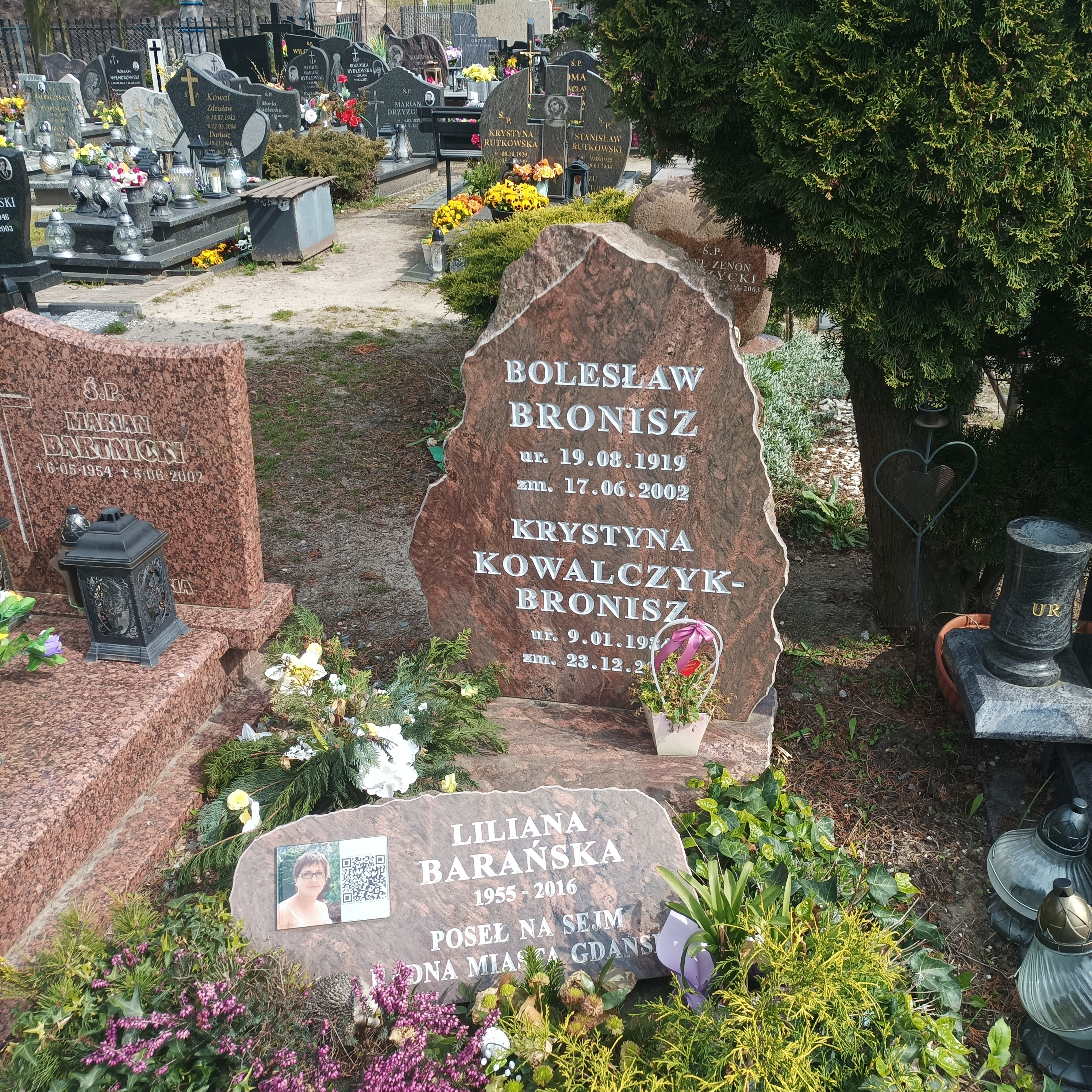
Grób Liliany Barańskiej